# تفسیر اجتهادی
تفسیر اجتهادی نوعی از تفسیر قرآن است.

## مشخصات تفسیر اجتهادی
- تدبر و تفکر در آیات قرآن و رسیدن به درک معانی و مقاصد آن
- استفاده از روایات تفسیری (روایات جنبه ارشادی دارند)
- روایات در ذیل آیات به عنوان یکی از مقدمات ضروری، در توضیح معانی آیات

مفسر باید در همه شرائط تفسیر ممارست کافی دانسته باشد. 
- مفسر باید از تحمیل رأی به دسات آ/ده از غیر قرآن به آیات و تطبیق آن با مطالبی که مناسبت لفظی و معنوی با آیه ندارد، بپرهیزد.

## دلایل تفسیر اجتهادی
اندیشمندان علوم قرآنی دلایلی برای اثبات صحت تفسیر اجتهادی ذکر می‌نمایند

### دلایل قرآنی تفسیر اجتهادی
- آیاتی که زیان قرآن را آشکار و قابل فهم معرفی مینماید،
- آیاتی که قرآن را هدایت، فرقان و مبین معرفی می‌کند.
- آیاتی که مردم را به تدبر و تعقل در قرآن فرا می‌خواند.
- آیات تحدی

### دلایل روایی تفسیر اجتهادی
- روایات بزرگداشت قرآن
- روایاتی که قرآن را مقیاس سنجش صحت سنت و حدیث ذکر می نماید.
- استدلالات ائمه به آیات قرآن در روایات
- ارجاع به قرآن
- روایات در مورد عدم مبهم بودن قرآن

### دلایل عقلی تفسیر اجتهادی
- سیره اهل شریعت
- بنای عاقلان
- اجتهاد ضرورت خاتمیت

## برخی از تفاسیر مشهور اجتهادی
- تفسیر مجمع البیان شیخ طبرسی
- تفسیر تبیان شیخ طوسی
- تفسیر فخر رازی فخر الدین رازی
- روض‌الجنان و روح‌الجنان ابوالفتح رازی